# Tokyo International Film Festival

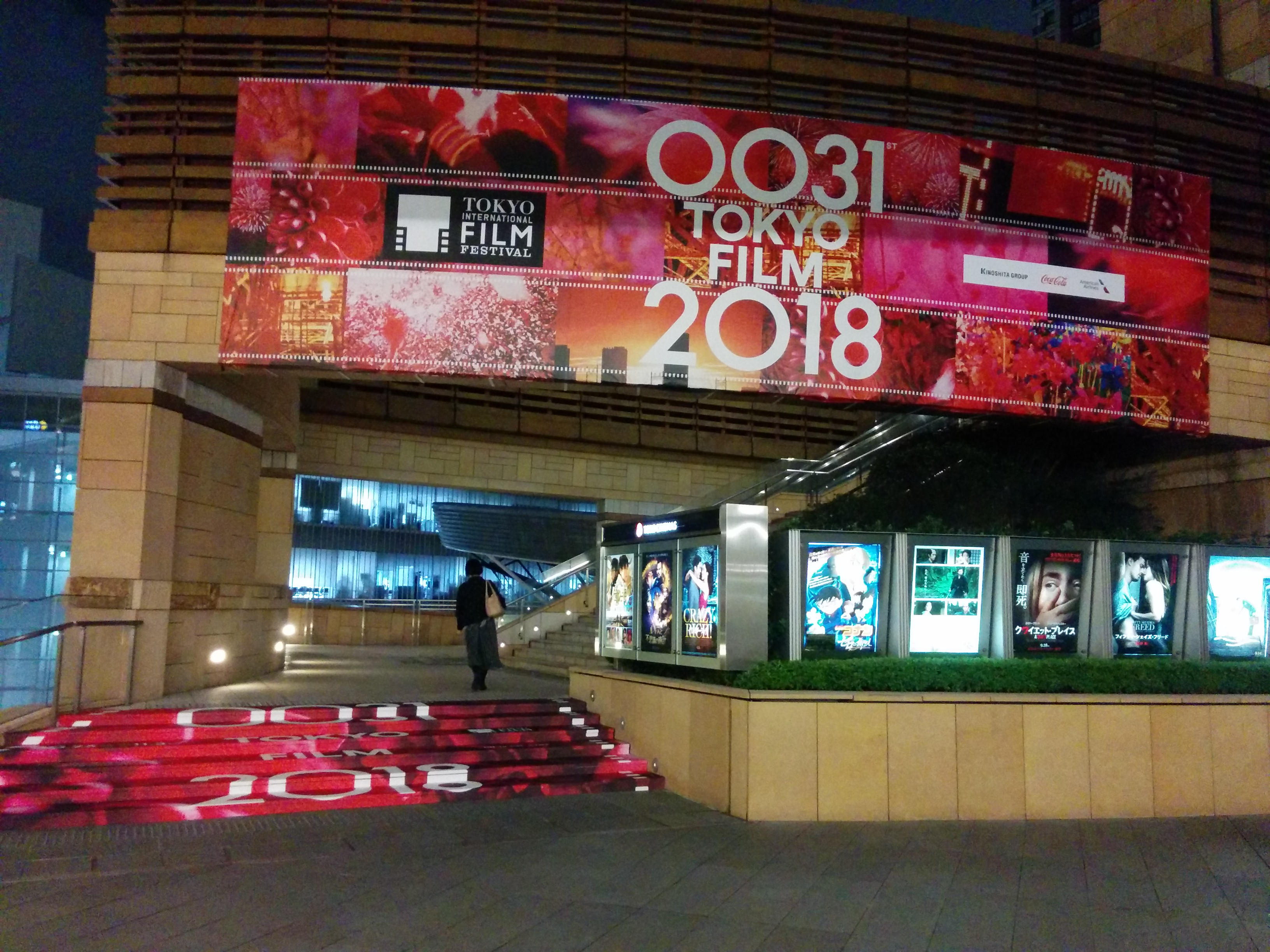
Beim Tokyo International Film Festival 2018

Das Tokyo International Film Festival, kurz TIFF (jap. 東京国際映画祭, Tōkyō Kokusai Eigasai) ist eines der größten internationalen Filmfestivals in Asien.

## Geschichte und Organisation
Das erste Festival fand 1985 in Tokio statt. Der damalige Jurypräsident war der britische Filmproduzent David Puttnam. Heute werden die über 300 jährlich teilnehmenden Filme im internationalen Wettbewerb, in Spezialprogrammen für populäre, in Japan noch nicht gezeigte Unterhaltungsfilme sowie in den Filmreihen Winds of Asia (für asiatische Filme) und Japanese Eyes (für neue japanische Filme) gezeigt.
Das Tokyo International Film Festival wird von der Japan Association for the International Promotion of Moving Images (UniJapan) organisiert. Der gegenwärtige Vorsitzende des Festivals ist Tsuguhiko Kadokawa.
Der Tokyo Sakura Grand Prix ist der Hauptpreis des internationalen Wettbewerbs.
Seit 1991 wurde der Tokyo Sakura Grand Prix jährlich verliehen. Im Jahr 2020 wurde das 33. Festival auf Grund der COVID-19-Pandemie nur eingeschränkt abgehalten. Aus diesem Grund wurde der Hauptpreis 2020 nicht verliehen.

## Gewinner desTokyo Sakura Grand Prix
| #   | Jahr | Film                                                                         | Originaltitel                                                                | Regie                                                                        | Land                                                                         |
| --- | ---- | ---------------------------------------------------------------------------- | ---------------------------------------------------------------------------- | ---------------------------------------------------------------------------- | ---------------------------------------------------------------------------- |
| 1.  | 1985 | Taifun Club                                                                  | Taifū kurabu                                                                 | Shinji Sōmai                                                                 | Japan                                                                        |
| 2.  | 1987 | Alter Brunnen                                                                | Lao jing                                                                     | Wu Tianming                                                                  | China                                                                        |
| 3.  | 1989 | That Summer of White Roses                                                   | Djavolji raj                                                                 | Rajko Grlic                                                                  | Jugoslawien, Großbritannien                                                  |
| 4.  | 1991 | Stadt der Hoffnung                                                           | City of Hope                                                                 | John Sayles                                                                  | USA                                                                          |
| 5.  | 1992 | White Badge                                                                  | Hayan Chŏnjaeng                                                              | Chung Ji-young                                                               | Südkorea                                                                     |
| 6.  | 1993 | Der blaue Drachen                                                            | Lan fengzheng                                                                | Tian Zhuangzhuang                                                            | China, Hongkong                                                              |
| 7.  | 1994 | The Day the Sun Turned Cold                                                  | Tianguo nizi                                                                 | Yim Ho                                                                       | Hongkong                                                                     |
| 8.  | 1995 | nicht vergeben                                                               | nicht vergeben                                                               | nicht vergeben                                                               |                                                                              |
| 9.  | 1996 | Kolya                                                                        | Kolja                                                                        | Jan Svěrák                                                                   | Tschechien, Slowakei, Russland                                               |
| 10. | 1997 | Der perfekte Kreis                                                           | Savrseni krug                                                                | Ademir Kenovic                                                               | Bosnien und Herzegowina, Frankreich                                          |
| 10. | 1997 | Jenseits der Stille                                                          | Jenseits der Stille                                                          | Caroline Link                                                                | Deutschland                                                                  |
| 11. | 1998 | Virtual Nightmare – Open Your Eyes                                           | Abre los ojos                                                                | Alejandro Amenábar                                                           | Spanien, Frankreich, Italien                                                 |
| 12. | 1999 | Darkness and Light                                                           | Heian zhi guang                                                              | Chang Tso-chi                                                                | Taiwan                                                                       |
| 13. | 2000 | Amores Perros                                                                | Amores Perros                                                                | Alejandro González Iñárritu                                                  | Mexiko                                                                       |
| 14. | 2001 | Slogans                                                                      | Slogans                                                                      | Gjergj Xhuvani                                                               | Albanien, Frankreich                                                         |
| 15. | 2002 | Broken Wings                                                                 | Knafayim Shvurot                                                             | Nir Bergman                                                                  | Israel                                                                       |
| 16. | 2003 | Nuan                                                                         | Nuan                                                                         | Huo Jianqi                                                                   | China                                                                        |
| 17. | 2004 | Whisky                                                                       | Whisky                                                                       | Juan Pablo Rebella und Pablo Stoll                                           | Uruguay, Argentinien, Deutschland, Spanien                                   |
| 18. | 2005 | What the Snow Brings                                                         | Yuki ni negau koto                                                           | Kichitaro Negishi                                                            | Japan                                                                        |
| 19. | 2006 | OSS 117 – Der Spion, der sich liebte                                         | OSS 117: Le Caire nid d’espions                                              | Michel Hazanavicius                                                          | Frankreich                                                                   |
| 20. | 2007 | Die Band von nebenan                                                         | Bikur Ha-Tizmoret                                                            | Eran Kolirin                                                                 | Israel, Frankreich                                                           |
| 21. | 2008 | Tulpan                                                                       | Tulpan                                                                       | Sergei Dworzewoi                                                             | Deutschland, Schweiz, Kasachstan, Russland, Polen                            |
| 22. | 2009 | Eastern Plays                                                                | Eastern Plays                                                                | Kamen Kalew                                                                  | Bulgarien                                                                    |
| 23. | 2010 | Der Kindheitserfinder                                                        | HaDikduk HaPnimi                                                             | Nir Bergman                                                                  | Israel                                                                       |
| 24. | 2011 | Ziemlich beste Freunde                                                       | Intouchables                                                                 | Olivier Nakache und Éric Toledano                                            | Frankreich                                                                   |
| 25. | 2012 | Der Sohn der Anderen                                                         | Le fils de l’Autre                                                           | Lorraine Lévy                                                                | Frankreich                                                                   |
| 26. | 2013 | We Are the Best!                                                             | Vi är bäst!                                                                  | Lukas Moodysson                                                              | Schweden, Dänemark                                                           |
| 27. | 2014 | Heaven Knows What                                                            | Heaven Knows What                                                            | Ben Safdie, Joshua Safdie                                                    | USA                                                                          |
| 28. | 2015 | Nise: The Heart of Madness                                                   | Nise: O Coração da Loucura                                                   | Roberto Berliner                                                             | Brasilien                                                                    |
| 29. | 2016 | Die Blumen von gestern                                                       | Die Blumen von gestern                                                       | Chris Kraus                                                                  | Deutschland, Österreich                                                      |
| 30. | 2017 | Grain – Weizen                                                               | Grain – Weizen                                                               | Semih Kaplanoğlu                                                             | Türkei, Deutschland, Frankreich, Schweden, Katar                             |
| 31. | 2018 | Mein Leben mit Amanda                                                        | Amanda                                                                       | Mikhaël Hers                                                                 | Frankreich                                                                   |
| 32. | 2019 | Onkel                                                                        | Onkel                                                                        | René Frelle Petersen                                                         | Dänemark                                                                     |
| 33. | 2020 | eingeschränktes Filmfestival – kein Filmpreis aufgrund der COVID-19-Pandemie | eingeschränktes Filmfestival – kein Filmpreis aufgrund der COVID-19-Pandemie | eingeschränktes Filmfestival – kein Filmpreis aufgrund der COVID-19-Pandemie | eingeschränktes Filmfestival – kein Filmpreis aufgrund der COVID-19-Pandemie |